# Nine Lives (Def Leppard)
Nine Lives è un singolo del gruppo musicale britannico Def Leppard, scritto e inciso in collaborazione con il cantante country statunitense Tim McGraw. È stato pubblicato il 27 aprile 2008, due giorni dopo l'uscita dell'album Songs from the Sparkle Lounge.

## Video musicale
Il videoclip del brano vede anch'esso la presenza di Tim McGraw ed è stato girato nell'aprile 2008 per la regia di Sherman Halsey.

## Tracce

### CD
1. Nine Lives (feat. Tim McGraw)